# Werner Hoppenstedt
Werner Hoppenstedt (* 23. Juni 1883 in Berlin; † 4. Juni 1971 in Hamburg) war ein deutscher Kunsthistoriker und Direktor des Kulturwissenschaftlichen Instituts der Kaiser-Wilhelm-Gesellschaft in Rom. Hoppenstedt war gleichzeitig Hauptamtsleiter im Stab der NSDAP der Landesgruppe Italien, SA-Mitglied und Teilnehmer am Hitlerputsch.

## Leben
Hoppenstedt stammte aus dem niedersächsischen Lüneburg, wo sein Vater als Bankdirektor tätig gewesen war. Nach einem abgebrochenen Jurastudium in München und Halle an der Saale hatte er Kunstgeschichte studiert und war dort 1912 mit „magna cum laude“ promoviert bei Adolph Goldschmidt worden. Er befasste sich in mehrjähriger Arbeit in Italien mit einem grundlegenden Thema zur Entwicklung der Romanischen Plastik in Umbrien. Substanzielle kunsthistorische Arbeiten publizierte Hoppenstedt danach nicht mehr.
Den Ersten Weltkrieg erlebte er aufgrund einer Beinverletzung im Auswärtigen Amt, und zwar im Hilfsdienst der dortigen Nachrichtenstelle für den Orient. Danach befasste er sich als Privatgelehrter in München mit Friedrich Nietzsche und seiner Existenzphilosophie. Ab 1919 war Hoppenstedt im Bund Oberland tätig. 1921 und 1922 befand er sich in Rom und erlebte dort den Marsch auf Rom der Faschistenkolonnen – ein Ereignis, das ihn stark beeindruckte. 1923 lernte er in München Adolf Hitler kennen, trat der NSDAP bei und nahm am so genannten Hitler-Putsch teil.
Zum 1. Juli 1931 trat Hoppenstedt erneut der neu gegründeten NSDAP bei (Mitgliedsnummer 572.030). Er war Ende 1933 unter Friedrich Glum, dem damaligen Generaldirektor der Kaiser-Wilhelm-Gesellschaft, als stellvertretender Direktor der Bibliotheca Hertziana eingeführt worden. Die Idee, Hoppenstedt der Bibliotheca Hertziana aufzudrängen, hatten die Reichskanzlei und das Auswärtige Amt. Er sollte als Verbindungsmann zwischen der NSDAP und der faschistischen Partei in Italien installiert werden.
Im März 1939 wurde Hoppenstedt Direktor des Kaiser-Wilhelm-Instituts für Kulturwissenschaft in Rom, das aus der Bibliotheca Hertziana hervorging. Hoppenstedt ließ als eine seiner ersten Handlungen im Institut ein großes „Führer“-Gemälde im Eingangsbereich aufhängen und eine Büste von Hitler zentral in der Bibliothek errichten. Ende 1939 orderte Hoppenstedt eine weitere Büste für den neu errichteten Großen Saal, und Ende 1941 bestellte er bei der Parteileitung der NSDAP nochmals zwei große Büsten, und zwar eine von Hitler und eine von Mussolini. Sie wurden von den beiden berühmtesten Bildhauern des „Dritten Reiches“, Arno Breker und Josef Thorak, gestaltet.
Am 14. Juli 1939 verlieh Hitler Hoppenstedt den Titel des Professors – auf Antrag von Ernst Telschow, der mittlerweile Friedrich Glum abgelöst hatte. 1939/1940 veranstaltete Hoppenstedt eine Vortragsreihe in seinem Institut zur „Rassen- und Bevölkerungspolitik“, in der die rassistische Politik des NS-Regimes wissenschaftlich fundiert werden sollte. Daneben wurden aber auch Theaterwochen, Lesungen, Vorträge zu historischen Themen und anderes angeboten. Hoppenstedt pflegte mit Vorliebe engen Kontakt zu Künstlern, wie etwa dem bekannten Pianisten Wilhelm Kempff, der zeitweise in Rom lebte.
Unter Hoppenstedt entwickelte sich das Kaiser-Wilhelm-Institut für Kulturwissenschaft in Rom zu einem Forum für deutsche Kulturpropaganda im befreundeten faschistischen Italien. Wie sehr das NS-Regime dieses Institut als kulturpropagandistische Einrichtung schätzte, lässt sich unter anderem daran ablesen, dass es schließlich zu knapp fünfzig Prozent vom Auswärtigen Amt finanziert wurde.
Hoppenstedt besorgte die Kommunikation zwischen dem NS-Regime und der Kaiser-Wilhelm-Gesellschaft und war kulturpolitisches Bindeglied zwischen dem Mussolini-Regime und der Hitler-Diktatur. Er verfügte über ausgezeichnete Kontakte zu maßgebenden faschistischen Kreisen in Italien. Er hatte zum Beispiel Glum zu einer Audienz bei Mussolini verholfen und vermittelte Telschow unter anderem Zugang zu Wilhelm Brückner, der zwischen 1930 und 1940 persönlicher Adjutant Hitlers war und ebenfalls 1923 am Hitlerputsch teilgenommen hatte, sowie zu Julius Streicher und Artur Görlitzer. Bei einigen wichtigen Staatsempfängen fungierte Hoppenstedt als Dolmetscher für die Berliner Gauleitung. Der stellvertretende Berliner Gauleiter Artur Görlitzer war eng mit Hoppenstedt befreundet.
Mitte 1943 wurde Hoppenstedts Institut von Rom nach Meran verlegt. Nach Kriegsende zog er in seine Heimatstadt Lüneburg.
In einem Entnazifizierungsverfahren des Stadtkreises Lüneburg wurde Hoppenstedt zunächst als „Minderbelastet“ (Kategorie III) eingestuft, und dann in seinem Berufungsverfahren, wo Ernst Telschow persönlich auftrat und für Hoppenstedt aussagte, als „Mitläufer“ (Kategorie IV) rehabilitiert.

## Sonstiges
Friedrich Glum beschrieb in seiner Autobiografie die Person und Parteibuchkarriere Hoppenstedts so: „Er war der typische wohlhabende Aesthet, der sich für alles mögliche interessierte, ohne dass sein Interesse sehr in die Tiefe ging. Er stand stark unter dem Eindruck von Nietzsche, hatte viel in Italien gelebt und dort einige Beziehungen. Nach dem Ersten Weltkrieg war er nach München gezogen und hatte Beziehungen zu Hugo und Elsa Bruckmann. Er war eine feine, etwas schüchterne und mimosenhafte Natur. Kurz er war das Gegenteil von dem, was man sich unter einem Blutordensträger vorstellte. Das einzige, was man ihm übel nehmen konnte, war, dass er sich nicht schämte, seine Beziehungen zur Partei, insbesondere zu Brückner, zu benutzen, um Direktor der Herziana zu werden.“ Glum zog als Fazit, dass er es „mit einem schwachen, aber anständigen Menschen zu tun hatte, dem man seinen Willen aufzwingen konnte“.
Glum schrieb zwei Romane unter dem Pseudonym „Viga“, in denen er die zeitgenössischen Figuren aus den Reihen der Kaiser-Wilhelm-Gesellschaft nur sehr oberflächlich verschlüsselte. Hoppenstedt firmierte dort als „Dr. Doppenstedt“.

## Auszeichnungen
- Blutorden der NSDAP (verliehen 1934)
- Orden der Krone von Italien (Komturklasse)